# Europeiska unionens järnvägsbyrå
Europeiska unionens järnvägsbyrå, tidigare Europeiska järnvägsbyrån, även kallad ERA (European Rail Agency), är skapad av EU-kommissionen genom förordning 881/2004/EG för att koordinera arbetet med att harmonisera regelverken inom järnvägssektorn och föreslå åtgärder för kommissionen som kräver lagstiftning. Det nuvarande namnet antogs den 15 juni 2016.
Byrån har sitt huvudkontor i den franska staden Valenciennes och har sina internationella arbetsmöten i den närliggande staden Lille. Arbetet är inordnat i olika arbetsgrupper där tillsynsmyndigheten från respektive medlemsstat finns representerad vid sidan om intresseorganisationer såsom UIC, ERFA, EIM etc. Chefen för myndigheten heter Marcel Verslype och kommer från Belgien. Sverige representeras av Transportstyrelsen.